# Trechus cumberlandus
Trechus cumberlandus är en skalbaggsart som beskrevs av Barr. Trechus cumberlandus ingår i släktet Trechus och familjen jordlöpare. Inga underarter finns listade i Catalogue of Life.